# Музыка сфер (Ланггор)
«Музыка сфер» (дат. Sfærernes Musik), BVN 128 ― сочинение Руда Ланггора для двух оркестров, хора, органа и сопрано, написанное композитором в 1916-18 годах. Произведение вдохновлено строкой из датского стихотворения, которая переводится таким образом: «Звезды, кажется, ласково мерцают нам, но письмена звезд холодны и безжалостны».
Композиция включает в себя новаторские приемы, опередившие свое время ― например, игра на струнах фортепиано. Частое использование в пьесе струнных кластеров побудило композитора Дьердя Лигети провозгласить себя «эпигоном Ланггора».

## Анализ
Согласно словам музыковеда Эрика Кристенсена, в «Музыке сфер» в качестве фундаментальной концепции используется пространственное измерение, которое ограничено на высшем уровне повторяющимися линиями высоких нот в исполнении скрипок и флейт, а на низшем ― звучанием литавр и валторн. В промежутках это пространство заполнено кластерами и полифоническими секциями, которые устраняют ощущение движения времени вперед. Вместо этого они формируют острое впечатление неподвижности настоящего времени благодаря ускорению повторяющихся паттернов. В произведении важнейшую роль играет эффект «наложения» (накапливания мелодических рисунков), по причине которого пьеса завершается видением «конца всего сущего», выраженного резким музыкальным контрастом ― шумная «антимузыка», производимая тарелками и литаврами, сочетается с «небесной музыкой» в исполнении хора, которому аккомпанирует арфа.
Сам Ланггор описал свою работу следующим образом: «В „Музыке сфер“, в этой ночной темноте и отчаянии, я отказался от любого мотива, структуры, формы или связности. Произведение окутано чёрной вуалью и непроницаемыми туманами».

## Инструментовка

### Главный оркестр
- 4 флейты (+ пикколо)
- 3 гобоя (+ английский рожок)
- 3 кларнета
- 3 фагота
- 8 валторн
- 3 трубы
- 3 тромбона
- басовая туба
- литавры и прочие ударные
- фортепиано (игра на струнах)
- орган
- струнные

### «Отдаленный» оркестр
- 2 флейты
- гобой
- 2 кларнета
- валторна
- литавры
- арфа
- струнные

## Исполнение
Первое исполнение «Музыки сфер» состоялось 26 ноября 1921 года в Концертхаусе в Карлсруэ (Германия) с Эллен Овергор (сопрано), оркестром и хором Баденского государственного театра под управлением Ханса Зебера ван дер Флу. Премьера имела успех, но более теплый прием пьеса получила только в следующем году, когда она была представлена в Берлине. После этого «Музыка сфер» не исполнялась до 1968 года ― возрождению произведения Ланггора положило начало его исполнение в Стокгольме Королевским филармоническим оркестром, которым дирижировал Серджиу Комиссиона (сопрано ― Берит Линдхольм).
Датская премьера сочинения состоялась в 1969 году в Рундхейхаллене (Хольме) ― играл Симфонический оркестр Орхуса под управлением Пера Драйера; солистка, Маргрет Даниэльсен, не смогла вовремя явиться на выступление. В 1971 году сокращенная версия «Музыки сфер» была исполнена в Копенгагене. Первое полноценное исполнение пьесы в Дании случилось в 1980 году в концертном зале Дома радиовещания ― солисткой была Эдит Гийом, играл Датский национальный симфонический оркестр под управлением Йона Франнсена. В 2010 году на Променадных концертах состоялась британская премьера «Музыки сфер» ― Датским национальным симфоническим оркестром дирижировал Томас Даусгор.
Типичное исполнение произведения длится около 35 минут.